# Condensação aldólica
A condensação aldólica é uma reação química que envolve de um íon enolato de um composto carbonílico com outra molécula de composto carbonílico.
Neste grupo funcional pode ocorrer a reação em três regiões:
- no oxigênio ligado ao carbono carbonílico: por possuir dois pares de elétrons não partilhados pode sofrer ataque de um eletrófilo.
- no carbono carbonílico: pode sofrer adição nucleofílica devido a sua eletrofilia.
- no carbono alfa: por estar diretamente ligado ao carbono carbonílico e a um átomo de hidrogênio, pode participar em um equilíbrio ceto-enólico, do qual resulta um íon enol ou enolato.
Em uma reação a cetona é enolizável e por isso ela forma o íon enolato. Já a adição aldólica do íon enolato ocorre preferencialmente no carbono carbonílico do aldeído, pois este está mais desimpedido estericamente por ser um grupo terminal e porque nele não ocorre estabilização por dispersão eletrônica, já que este não está rodeado por dois grupos metil como nas cetonas.
A reação de condensação aldólica ocorre em três passos mostrados no seguinte exemplo:
Reação entre Benzaldeído e acetona.

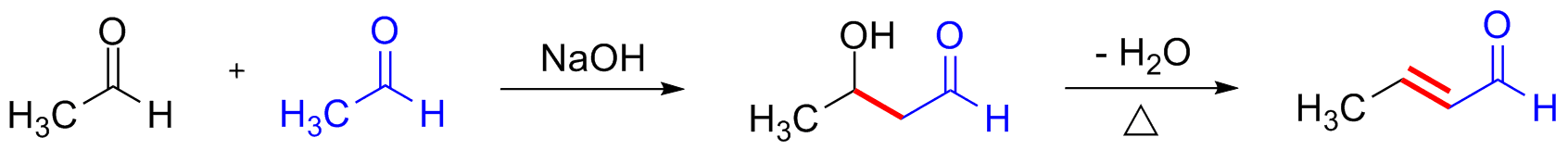
Exemplo de condensação aldólica, com acetaldeído.

Passo 1: O íon enolato, atuando como nucleófilo, ataca o carbono carbonílico do aldeído, formando o alcóxido.
Passo 2: O íon enolato, atuando como base, capta um próton de uma molécula de água.
Passo 3: O produto formado (benzilidenoacetona) sofre eliminação por desidratação (perde água), formando um composto conjugado. Esta reação ocorre espontaneamente mesmo à temperatura ambiente e em meio básico pois o produto é estabilizado por ressonância devido à presença de duas ligações duplas conjugadas e do grupo fenil.
OBS.: Com excesso de benzaldeído pode ocorrer uma nova reação entre a benzilidenoacetona com uma nova molécula de benzaldeído. Nesta reação a benzilidenoacetona irá atuar como a cetona enolizável, a partir da qual se forma o íon enolato que ira atuar como nucleófilo como no passo 1 citado acima. O produto formado nesta dupla condensação é a dibenzilidenoacetona.